# Râul Valea Cheii, Geoagiu
Râul Valea Cheii sau Râul Cheia este un curs de apă, afluent al râului Geoagiu. Râul se formează la confluența brațelor Geogel și Valea Brădeștilor

## Hărți
- Harta Munții Apuseni
- Harta Județul Alba
- Harta Munții Trascău  Arhivat în 11 octombrie 2008, la Wayback Machine.